# Cassandra Eason
Cassandra Eason is een Britse auteur van bestsellers en encyclopedieën op gebied van neopaganisme, newage-spiritualiteit en het occultisme.
Eason schreef meer dan tachtig boeken, die vertaald werden in dertien verschillende talen. Ze verscheen vele malen op televisie en radio, zoals in het programma Sky News|Sky News, Strange But True van ITV, Heaven and Earth van BBC One, Richard & Judy op dezelfde zender, en Richard & Judy op NBC en Paramount. Ze had gedurende vele jaren haar eigen wekelijkse miniserie Sixth Sense op de Britse televisie. Meer recentelijk werkte ze als droomanalist voor drie series van het televisieprogramma Big Brother.

## Boeken (selectie)
- Encyclopaedia of Magic and Ancient Wisdom
- Encyclopaedia of Women’s Wisdom
- Mammoth Book of Ancient Wisdom
- The Complete Guide to Psychic Development
- Complete Guide to Divination

- Bibsys: 9046038
- CiNii: DA19456847
- International Standard Name Identifier: 0000 0001 1438 7929
- Library of Congress Control Number: n93036585
- Nationale Bibliotheek van Letland: 000017506
- Bibliotheek van het Japanse parlement: 00671761
- Nationale Bibliotheek van Tsjechië: jn20001103685
- Nationale Bibliotheek van Israël: 987007460294005171
- Nederlandse Thesaurus van Auteursnamen: 142959995
- LIBRIS: 314710
- Système universitaire de documentation: 130277673
- Virtual International Authority File: 17209797
- WorldCat: E39PBJvCKXKwgFFwR4q3DDVwG3